# Przebrno
Przebrno (deutsch Pröbbernau) ist seit 1991 ein Ortsteil der Stadtgemeinde Krynica Morska (Kahlberg) auf der Frischen Nehrung in der Woiwodschaft Pommern in Polen.

## Geographie
Przebrno liegt am Frischen Haff auf der Frischen Nehrung. Der westliche Teil des Orts ist der ehemalige Wohnplatz Sosnowo (Schottland). Das Forsthaus Borowo (Leśnictwo Przebrno, Forsthaus Pröbbernau) liegt 100 Meter westlich nahe der Grenze der Stadtgemeinde Krynica Morska zur Landgemeinde Sztutowo (Stutthof). Die Dünen der Nehrung steigen nördlich des Orts bis auf 33 m n.p.m. an, zu ihnen gehört der Blocks-Berg mit 30,4 m n.p.m. Zwischen Borowo und Skowronki (Vogelsang) führt der 2022 eröffnete Kanal durch die Frische Nehrung (Kanał przez Mierzeję Wiślaną) mit dem Port morski Nowy Świat (Seehafen Neue Welt) an der Ostsee. Der 1985 errichtete Park Krajobrazowy Mierzeja Wiślana (PKMW; Landschaftsschutzpark Frische Nehrung) umfasst den polnischen Teil der Frischen Nehrung.

## Geschichte

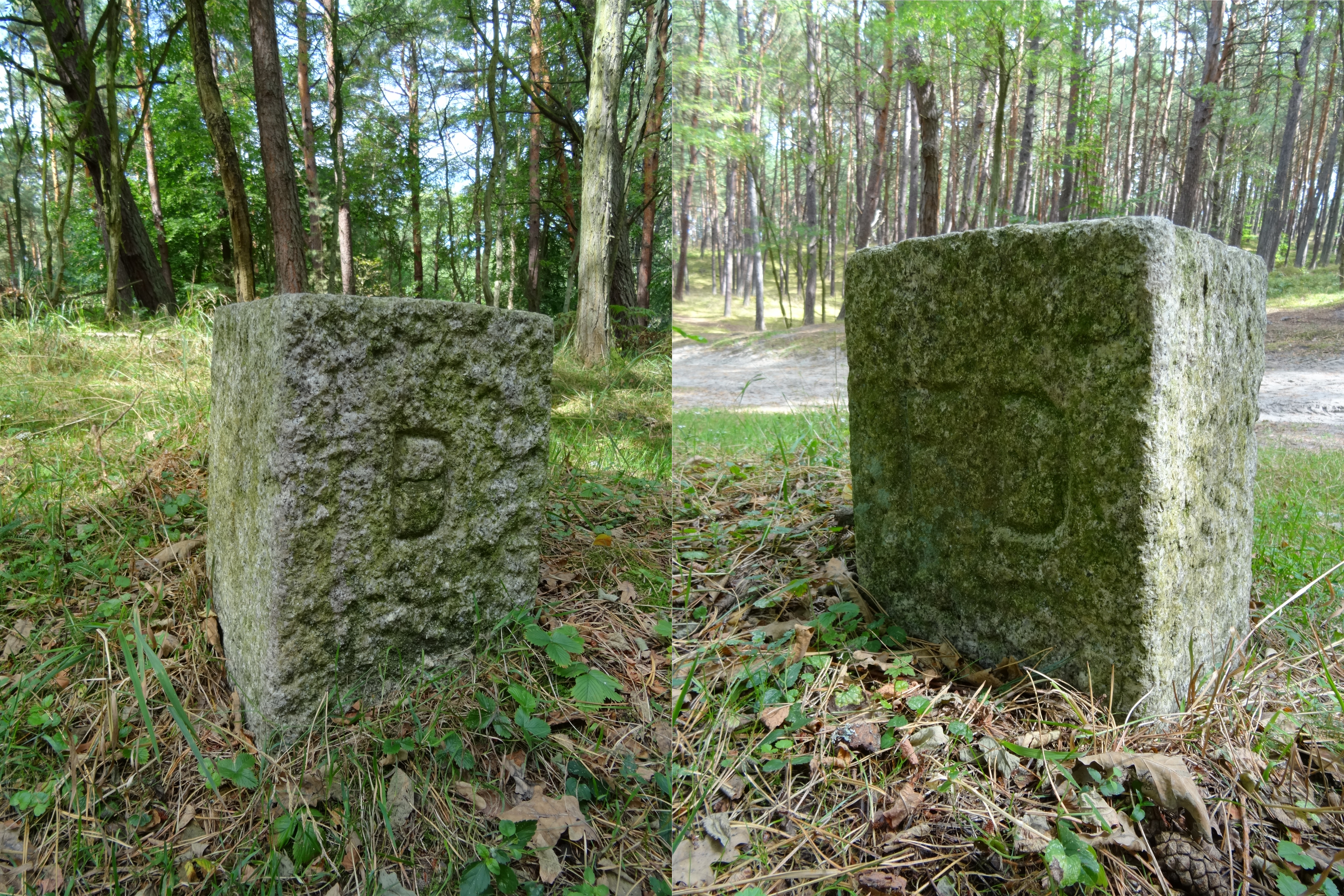
Grenzstein von P[reußen] in D[eutschland] geändert, F[reie Stadt]D[anzig

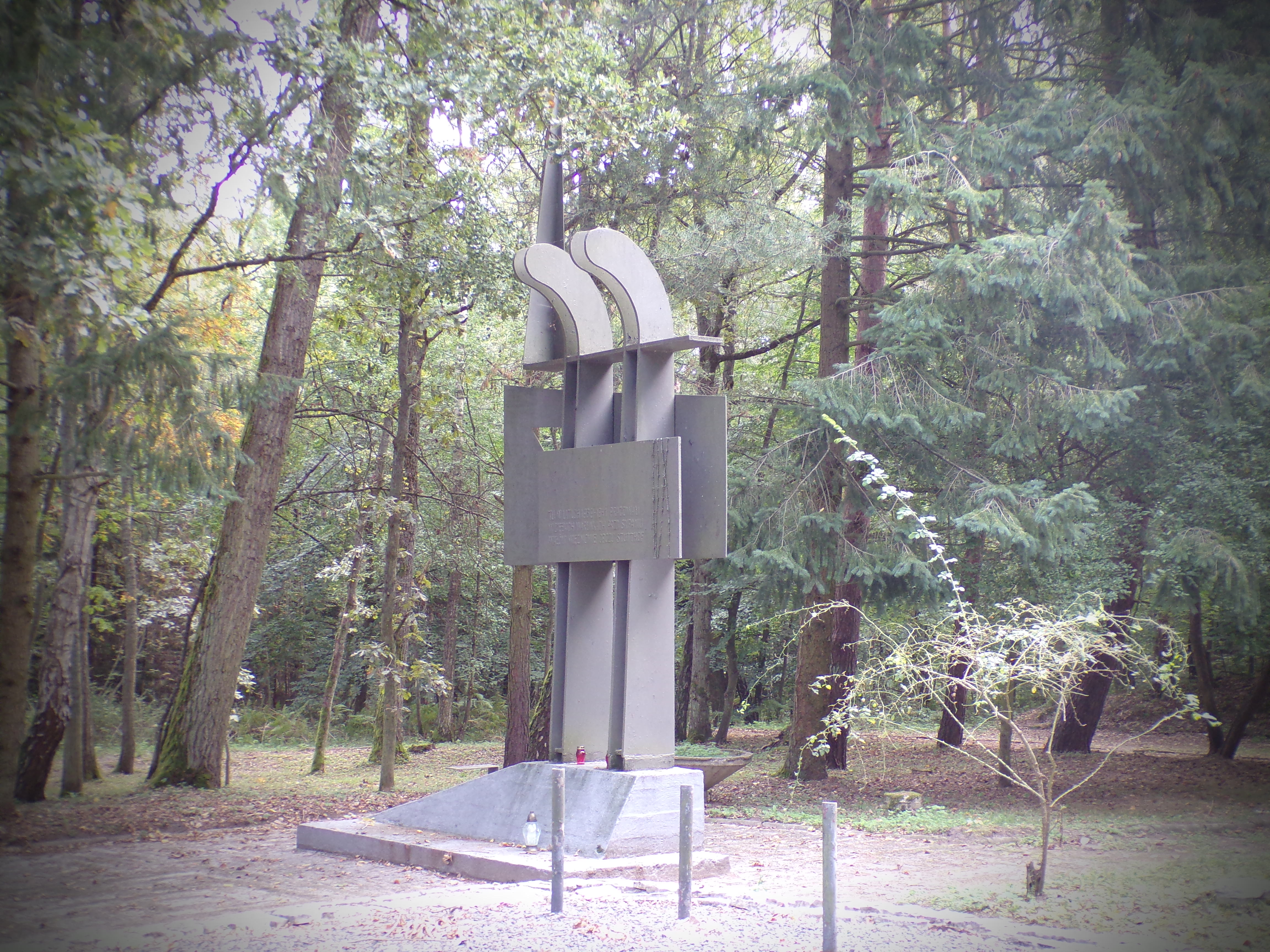
Denkmal für die Zwangsarbeiter des Außenkommandos Pröbbernau

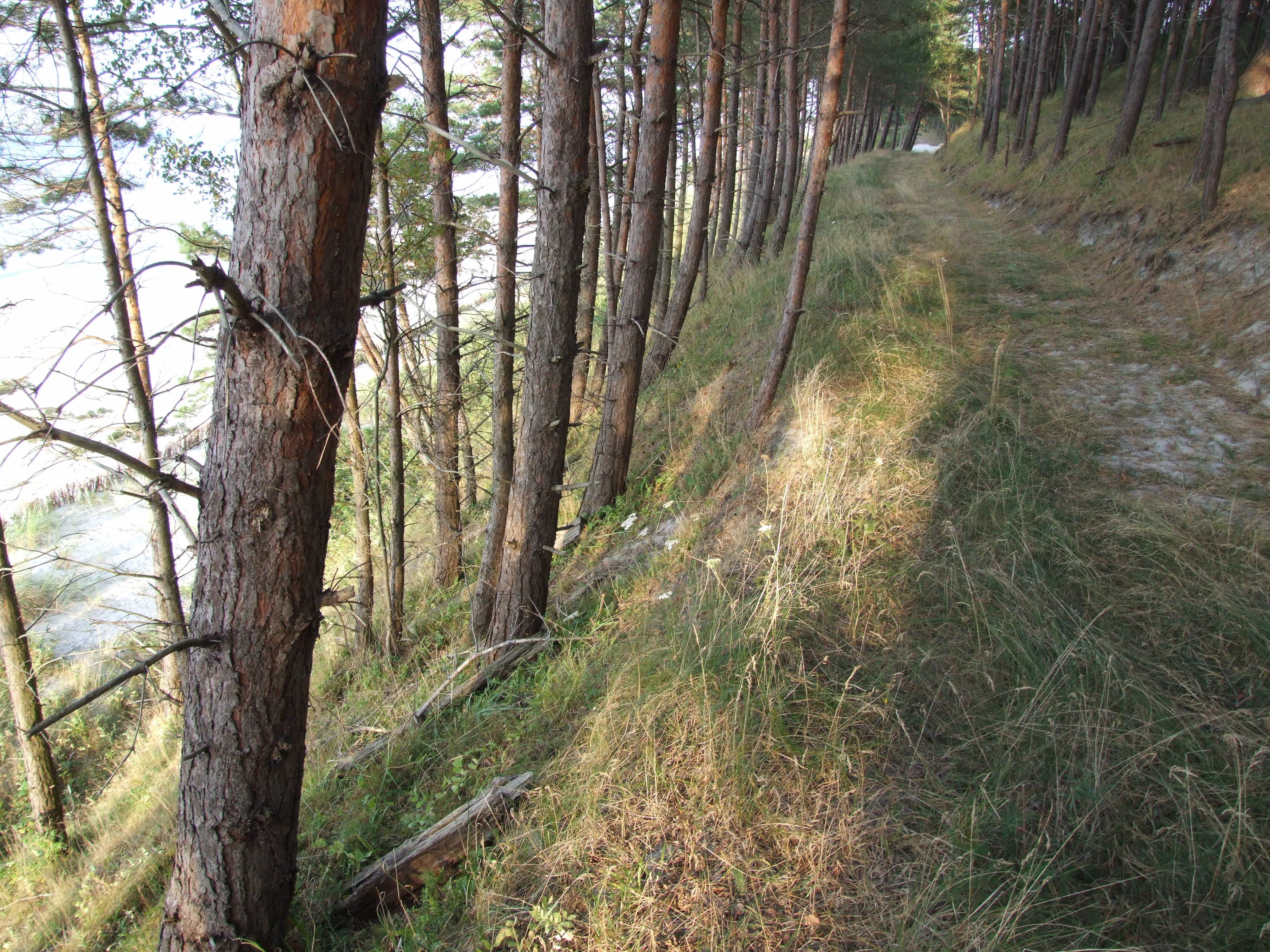
Ehemalige Trasse der Kleinbahn

Die Orte der Nehrung entstanden oft aus Krügen am Handelsweg von Danzig nach Königsberg. Im Deutschordensstaat gehörte die Vitte Pröbbernau zum Fischamt der Elbinger Komturei. Der Fischmeister nahm oft seinen Sitz im  benachbarten Ordenshof Vogelsang. Von 1454 bis zu den Polnischen Teilungen gehörte Pröbbernau zur Stadt Danzig in Polnisch-Preußen. Pröbbernau wurde 1465 und 1520 unter dem Namen Pribernow erwähnt. Zeitweise hatte auch der Bischof des Ermlands Ansprüche auf die Nehrung von Schote (später Schottland) bis Schmergrube bei Steegen erhoben.
In der Danziger Zeit wurde das Kirchspiel Pröbbernau unter dem Patronat der Stadt Danzig gegründet. Johann Brunerus wurde 1605 als erster evangelischer Pfarrer erwähnt. Die Kirche brannte 1680 ab und wurde 1681 als Fachwerkbau neu errichtet, die 1799 wiederum abbrannte. Die Dreifaltigkeitskirche wurde im Ostteil als Massivbau neu errichtet und erhielt mehrmals Anbauten. Diese wurden 1860 abgebrochen und durch einen neu erbauten Westteil ersetzt. Ein „stattlicher“ Turm ersetzte den hölzernen Vorgänger. Die Kirchenbücher bis 1714 sind verloren gegangen, eine Orgel wurde 1754 erwähnt. Der Taufstein aus weißem Kalkstein stammte aus der Ordenszeit. In Verbindung mit der Kirche wurde eine Schule eingerichtet. Das Kirchspiel Pröbbernau umfasste die Orte der Nehrung von Vogelsang bis Kahlberg. Katholiken waren nach Fürstenwerder eingepfarrt.
Mit Unterbrechung durch die Zeit der Republik Danzig (1807–1814) gehörte Pröbbernau vom Ende des 18. Jahrhunderts bis 1919 zur Provinz Westpreußen. Es wurde Sitz eines Amtsbezirks und Standesamts. Die Landgemeinde umfasste das Dorf Pröbbernau sowie die Wohnplätze Schottland, Schmirgel, Schellmühl (Młyniska bzw. Siekierki) und Langhaken, der in der Stadt Krynica Morska aufgegangen ist. Das Forsthaus Pröbbernau gehörte als Wohnplatz mit sechs Einwohnern (1885) zum Gutsbezirk Oberförsterei Steegen. Nach Teilung des Kreisgebiets kam die Landgemeinde 1887 vom Landkreis Danzig zum Kreis Danziger Niederung. Jacob von Riesen gründete 1828 die erste Dampfschifflinie auf dem Frischen Haff. Sie wurde am 24. August Copernicus mit 63 Passagieren und einer Fahrt von Elbing nach  Pröbbernau eröffnet.
Mit Inkrafttreten des Versailler Vertrags am 10. Januar 1920 gehörten Pröbbernau und Schottland zur Freien Stadt Danzig. Ende 1920 wurde die Grenze korrigiert und die beiden Orte kamen am 24. Dezember 1920 wieder zum Deutschen Reich. Mit dem Landkreis Elbing wurden sie „mit Wirkung vom 1. Juli 1922 förmlich in die Provinz Ostpreußen eingegliedert“. Der Landkreis gehörte zum Regierungsbezirk Westpreußen mit Sitz in Marienwerder. Nach dem deutschen Überfall auf Polen kam der Landkreis am 26. November 1939 zum Regierungsbezirk Danzig im neu gebildeten Reichsgau Danzig-Westpreußen (zunächst Reichsgau Westpreußen). Das Dorf Pröbbernau hatte eine Gemarkung von 272 Hektar. Die Einwohnerzahl war von 359 (1885) über 315 (1905) und 330 (1933) auf 268 (1939) gesunken.
Zwangsarbeiter und Häftlinge des „Aussenkommando Pröbbernau des Zivil-Gefangenenlagers Stutthof“ mussten von Ende 1939 bis 1944 einen drei Kilometer langen Deich vor den Orten Schottland, Pröbbernau und Schellmühl errichten. Hinter dem 1,8 Meter hohen Damm entstand eine Retentionsfläche von 150 Hektar. Der Damm wurde 1945 zerstört und nach Kriegsende wieder aufgebaut. Es ist der einzige Polder des Landes außerhalb des Weichsel-Nogat-Deltas. Nahe der Pumpstation wurde 2009 ein Denkmal errichtet.
Im Zweiten Weltkrieg wurde im April 1943 die Schmalspurbahn von Stutthof über die Nehrung nach Alt Tief fertig gestellt. Sie wurde 1945 weitgehend zerstört, nach Kriegsende wiederaufgebaut und noch bis zur Stilllegung 1953 genutzt. Die Nehrung wurde in den letzten Tagen des Weltkriegs von der Roten Armee erobert. Die Riegelstellung „14a“ östlich von Pröbbernau wurde bis zum 5. Mai 1945 durch die 170. Infanterie-Division (Panzer Grenadier Regiment 12) gehalten.
Mit dem Ende des Zweiten Weltkrieges kam Westpreußen an die Volksrepublik Polen. Pröbbernau, seit 1948 Przebrno, wurde ein Ort der Landgemeinde Sztutowo, mit Ausnahme der Jahre 1954–1972, in denen Gromadas bestanden. Das Gebiet gehörte von 1975 bis 1998 zur Woiwodschaft Elbing und kam 1999 zur Woiwodschaft Pommern. Mit der Erhebung Krynica Morskas zur Stadt wurde Przebrno eingemeindet und ein Ortsteil der kleinsten Gemeinde des Landes mit 1303 Einwohnern (2021).

## Naturschutzgebiet
Das Waldschutzgebiet „Buki Mierzeja Wiślanej“ (Buchenwald der Frischen Nehrung) des Landschaftsschutzparks erstreckt sich über sieben Hektar auf dem Gebiet der Orte Przebrno und Młyniska.

## Verkehr
Die Woiwodschaftsstraße DW501 führt von Danzig über Krynica Morska nach Nowa Karczma (Piaski, Neukrug) an der Landesgrenze zu Russland. Von Krynica Morska bestehen Fährverbindungen nach Frombork (Frauenburg) und Elbląg (Elbing).

## Persönlichkeiten
- Michael Albinus (1610–1653), Danziger Prediger und Poet; hier geboren
- Kurt Walter (1892–1963), deutscher Pfarrer der Bekennenden Kirche; Vikar in Pröbbernau.